# انتخابات ریاست‌جمهوری قرقیزستان (۲۰۱۷)
انتخابات ریاست‌جمهوری قرقیزستان در ۱۵ اکتبر ۲۰۱۷ برابر با ۲۳ مهر ۱۳۹۶ برگزار شد. الماس‌بیگ آتامبایف رئیس‌جمهور فعلی اجازه نامزدی در این انتخابات را نداشت؛ زیرا بر اساس قانون اساسی این کشور هر رئیس‌جمهور تنها یک دورهٔ شش ساله اجازه حضور در این مقام را دارد.